# Katitza Rodríguez
Katitza Rodríguez Pereda es una activista peruana, graduada en Derecho por la Universidad de Lima, fundadora de Creative Commons Perú, directora internacional de derechos en la Electronic Frontier Foundation (EFF) donde principalmente trabaja en ciberseguridad y derechos humanos. Desde 1997, trabaja en Privacidad, Protección de Datos Personales, y Derechos de Autor en el ambiente digital.

## Trayectoria
Fue International Privacy Fellow de Electronic Privacy Information Center desde 2005 hasta 2007.
Más adelante se desempeñó como Directora de Privacidad Internacional en Washington D. C. como parte de Electronic Privacy Information Center (EPIC) desde 2008 hasta 2010. Entre sus logros se encuentran el desarrollo del Reporte de Derechos Humanos y Privacidad, un mapeo internacional del desarrollo de leyes de Privacidad.
Desde 2008 a 2010, Katitza también jugó un rol importante en la sociedad civil global como miembro del Foro de Gobernanza de Internet de las Naciones Unidas y como Liaison del Órgano Consultivo sobre Sociedad de la Información de la Sociedad Civil para la Organización de Cooperación y Desarrollo Económico (OCDE).
También fue asesora del Foro de Gobernanza de Internet de las Naciones Unidas del 2009-2010. Desde 2010, es Directora de Derechos Internacionales para la Electronic Frontier Foundation (EFF). Su trabajo en EFF se concentra la intersección de ciberseguridad y derechos humanos. Dentro de sus responsabilidades, Rodríguez maneja el crecimiento de programas latinoamericanos.

## Proyectos
Principios Internacionales sobre Aplicación de los Derechos Humanos a la Vigilancia de las Comunicaciones: Estos principios buscan proporcionar a los grupos de la sociedad civil, a la industria y a los Estados un marco para evaluar si las leyes y prácticas de vigilancia, actuales o propuestas, están en línea con los derechos humanos.

## Artículos
- Las Noticias Falsas o "Fake News" ofrecen a los poderes consolidados de América Latina una oportunidad para censurar a los oponentes.[5]
- Entrevista: Katitza Rodríguez: "Existen riesgos en el uso de la tecnología vinculados con la privacidad".[6]
- Apple Defiende tus Datos.[7]
- La Neutralidad Exige Tomar Posición: Por Qué es Importante Defenderla.[8]
- The Day We Fight Back: Poland Fights Back Against Unchecked Surveillance[9]
- European Data Retention Directive At Work: Polish Authorities Abuse Access to Users' Data[10]